# Рыльский, Христофор Фёдорович
Христофо́р Фёдорович Ры́льский (1615 — 1662) — русский военный деятель, полковник гусарского строя, воевода.

## Биография
Происходил из польского шляхетского рода герба «Остоя». Христофор Фёдорович выехал из Польши и поступил на русскую службу в 1629 году. В 1631-35 годах служил в Белгородском разряде в чине ротмистра «служилых иноземцев», командовал ротой «поляков и литвы», защищая южные границы от вторжений крымских татар. На этой службе Рыльский проявил себя хорошим организатором и командиром. Он на средства казны изготовил специальную «обозную телешку, что бывает годна к бою с пищалною стрелбою». В 1632 году отличился при отражении нападения татар. В послужном списке Христофора Фёдоровича записали: «...бился явственно, убил татарина, а под ним ранили коня».
7 января 1634 года по царскому указу ротмистр служилых иноземцев Христофор Рыльский был назначен ротмистром «у гусарсково да у рейтарсково, да у драгунского строю». Таким образом, Христофор Фёдорович стал командиром сводной шквадроны из трёх рот. Когда формирование рот было завершено, шквадрона Рыльского выступила в Можайск для прикрытия одного из главных путей на столицу. По указу от 11 апреля 1635 года шквадрону Рыльского перевели в Тулу на службу против крымских татар: «C ротмистром с Христофором Рыльским, и гусар и рейтар и всяких чинов людей 735 человек». Царским указом им предписывалось «стати на Туле» к 23 апреля 1635 года для «обереженья государевой Украйны от крымских и ногайских людей и от черкас».
К 1636 году Рыльский принял православие и был записан в московские дворяне. В 1636-37 годах был воеводой Перми Великой (в Чердыни). В 1645 году, для  отражения набега ногайцев, направлен воеводой в Керенский острог. В 1650 году участвовал в подавлении бунта в Пскове.
В 1650 году Христофор Рыльский был произведён в полковники и возглавил первый в русской армии гусарский полк, организованный по польскому образцу (см. гусария). К полку была придана драгунская шквадрона в 600 драгун, расписанных в 6 рот, которым тогда же были выданы 600 «мушкетов драгунских» и 12 протазанов начальным людям шквадроны. Рыльский с полком принял участие в торжественном выезде Государя 18 мая 1654 года: «Полковник Рыльский вел 1000 гусар, обмундированных по польскому образцу, с барабанами и свирелями. У его лошади были: на голове султан, на спине крылья и дорогой, шитый золотом чапрак». Во главе своего полка участвовал в Смоленском походе и осаде Смоленска в 1654 году.
Последний раз на службе Христофор Фёдорович упоминается в 1661 году на встрече посольства германского императора в Москве: «шли три хоругви, одна за другой, при которых стража была составлена из людей самых знатных думных бояр, во главе которых шел полковник Рыльский, пышно одетый в бархатную ферязь кирпичного цвета на собольем меху. Люди его отряда были одеты тоже довольно пышно, и кони убраны красиво».